# Antoine-Louis Montalant
Pour les articles homonymes, voir Montalant.
[réf. nécessaire]
Antoine-Louis Montalant (28 décembre 1701 à Rennes - après 1744) est un orfèvre breton actif au XVIIIe siècle à Pontivy puis à Vannes.

## Biographie
Antoine-Louis Montalant naît le 28 décembre 1701 à Rennes, paroisse saint-Aubin. Il est le fils de Louis Montalant, marchand et de Sébastienne Hinel. Son frère, Olivier, est également orfèvre.
Il est placé en apprentissage pendant huit ans chez Joseph Cailleau, où il obtient son brevet d'orfèvre. Le brevet est cependant perdu lors de l'incendie de Rennes de 1720.
Le 22 avril 1728, il épouse à Pontivy Marie-Jeanne Rousseau (1713 - 22 janvier 1742), fille de l'orfèvre Grégoire Rousseau. Ils auront sept fils (dont l'orfèvre Grégoire Montalant) et deux filles.
Il est reçu comme orfèvre à Pontivy, rue Neuve, réalisant pour cela une écuelle pesant un marc et demi d'argent. Il insculpe alors son premier poinçon. Cependant, le travail à Pontivy lui permet à peine de vivre.
Le 26 janvier 1733, il postule en vain pour une place à Nantes. En 1740, il prend un apprenti pour la somme de 300 livres.
Le 14 mai 1743, il se transfère à Vannes, rue des Vierges, où le départ de Claude Cochois libère une des deux places de maître. Il insculpe alors son second poinçon.
Passé 1744, où les archives livrent une dernière trace d'un versement de capitation, il n'y a plus de trace de cet orfèvre.

## Poinçons
- Premier poinçon, insculpé à Pontivy en 1728 : « L M » séparés d'une hermine, surmontés d'une couronne, une rosette en pointe.
- Second poinçon, insculpé à Vannes en 1743 : « L M » séparés d'une fleur de lys, surmontés d'une couronne, une hermine en pointe.

## Œuvres

### Attribuées
- Croix-reliquaire en argent pour l'église Saint-Pierre d'Arradon, classé au titre objet des monuments historiques le 1er juillet 1959[1].
- divers couverts et objets de table

### Incertaines
Deux burettes et leur plateau, dans le trésor de Saint-Jean-du-Doigt. Pierre-Marie Auzas attribue les burettes et le plateau à Antoine-Louis Montalant, du fait de la présence de poinçons — cependant partiellement effacés. Pour Couffon et Le Bars, qui réalisent un second inventaire, il s'agit d'une œuvre de Thomas Maillard, orfèvre à Morlaix, datant de la seconde moitié du XVIIe siècle.